# 体育馆西路
体育馆路是位于北京市东城区南部的一条道路。

## 简介
体育馆西路北起法华寺街，向东南到体育馆路，再折向正南抵龙潭路。因路东有1955年建成的北京体育馆而得名。
20世纪末至21世纪初，体育馆西路是“体育用品一条街”，有许多出售体育用品的商店。2007年4月起，体育馆西路进行了改造，11月全部完工。一面300米长的“奥林匹克文化墙”也在体育馆西路建成，墙上展示了从第1届雅典奥运会到第29届北京奥运会共29届奥运会的会徽及简介等。街边休闲区内树立起弓箭造型雕塑。马路对面的体育馆路小学外墙被设计成描绘老北京风貌的“传统文化墙”。
2016年，体育馆路以北的体育馆西路北段进行了拓宽改造，成为2016年东城区次支路疏通的首个新开工项目。